# Ӑ (слово ћирилице)
Ӑ ӑ (Ӑ ӑ; укосо: Ӑ ӑ) је слово ћириличног писма. Зове се (ћирилично) А са бревом. Може бити хомоглиф латиничног слова А са бревом (Ă ă), осим ако фонт не прави разлику између латиничне и ћириличне бреве. Користи се у чувашком и хантијском језику.

## Употреба
На чувашком, ⟨ӑ⟩ представља средишњи централни самогласник [ә] - као ⟨а⟩ у енглеској речи „era“. Увек се редукује и може се појавити наглашено само у првом слогу вишесложне речи. Звук варира у својој фонетској реализацији од смањеног /и/ или [ә] (попут изговора ⟨а⟩ на енг. „sofa“) до лабијализоване верзије ⟨а⟩ енг. речи „all“ (са заобљеним уснама).
Понекад се тако редукује да се звук спаја са следећим сугласником као у речисăтел; /стел/, која значи стô.

## Рачунарски кодови
| Знак                      | Ӑ                                    | Ӑ                                    | ӑ                                  | ӑ                                  |
| ------------------------- | ------------------------------------ | ------------------------------------ | ---------------------------------- | ---------------------------------- |
| Назив у Уникоду           | CYRILLIC CAPITAL LETTER A WITH BREVE | CYRILLIC CAPITAL LETTER A WITH BREVE | CYRILLIC SMALL LETTER A WITH BREVE | CYRILLIC SMALL LETTER A WITH BREVE |
| Врста кодирања            | децимална                            | хексадецимална                       | децимална                          | хексадецимална                     |
| Уникод                    | 1232                                 | U+04D0                               | 1233                               | U+04D1                             |
| UTF-8                     | 211 144                              | D3 90                                | 211 145                            | D3 91                              |
| Нумеричка референца знака | &#1232;                              | &#x4D0;                              | &#1233;                            | &#x4D1;                            |

## Слична слова
• Ă ă - Латинично слово А са бревом;
• Ə ə - Латинично слово Шва;
• Ҽ ҽ - Ћирилично слово абхаско Ч;
• Ҿ ҿ - Ћирилично слово абхаско Тч;
• А а' - Ћирилично слово А;
• A a - Латинично слово А;
• Е е - Ћирилично слово Е;
• E e - Латинично слово Е.